# Taxe sur les logements vacants
Ne doit pas être confondu avec Taxe d'habitation sur les logements vacants.
La taxe sur les logements vacants est un impôt français, instauré en 1998 et étendu en 2013, visant à assujettir à une cotisation forfaitaire des particuliers qui sont propriétaires de logements (appartements ou maisons) vacants, c'est-à-dire ni occupés par eux ni donnés en location, sous réserve que ces logements se trouvent dans certaines zones géographiques. Cette mesure a pour objectif d'inciter les propriétaires à proposer les logements vides sur le marché locatif.

## État des lieux
En 2016 en France selon l’Insee, il y avait 8,3 % de logements vacants, soit une augmentation de 0.5 points depuis 2009. Après la diminution de la vacance entre 1999 et 2009, on constate une nouvelle hausse des logements vacants depuis 2006. Entre 2011 et 2016, le nombre de logements vacants a augmenté de 3,4 %.
La structure des logements vacants est divisée est en deux : les collectifs et les individuels. Au 1er janvier 2016, 52,1 % de logements vacants étaient collectifs, soit 47,9 % de logements vacants individuels. Dans les communes rurales, les logements vacants sont à plus 85 % individuels. Dans les agglomérations de plus de 100 000 habitants, les logements vacants sont principalement collectifs (plus de 75 %). Ainsi, dans l’agglomération Parisienne cette tendance se confirme avec 84,5 % des logements vacants collectifs.
Les logements vacants peuvent être dans cette situation pour cause de travaux, parce qu'ils sont à vendre ou à louer et n’ayant pas encore trouvé acquéreur, ou parce que les propriétaires sont indécis dans leur gestion. Enfin une rotation des occupants peut faire augmenter les pourcentages des logements vacants.
Un autre cas de figure existe et concerne les biens qui sont mis en location et qui sont tout de même taxés au titre de la taxe sur logements vacants. Il s'agit dans ce cas de figure de locataires qui ne déclarent pas leurs revenus à l'adresse en question et l'administration fiscale considère alors que le bien est vide. Dans ce cadre là, et également dans plusieurs autres, il est possible de contacter le centre des impôts dont dépend le bien pour demander un dégrèvement .

## Historique
Instaurée en France par le décret no 98-1249 du 28/12/1998 et appliquée pour la première fois en 1999, la taxe sur les logements vacants (TLV) concernait les propriétaires de logements inoccupés depuis au moins deux ans dans huit territoires d'urbanisation de plus de 200 000 habitants : Paris, Lyon, Lille, Bordeaux, Toulouse, Montpellier, Nice et Cannes-Grasse-Antibes. Ces huit zones sont concernées par la taxe car il y existe une forte demande de logements. Cette taxe ne concerne pas le logement social.
En 2004, 118 693 logements ont été concernés par la taxe sur les logements vacants. Les deniers publics générés par cette taxe sont ensuite versés à l'ANAH. L'agence est chargée d'attribuer une prime aux propriétaires réalisant des travaux pour la remise en location. En 2004, l'agence a reçu 21,2 millions d'euros.
Cette taxe a été modifiée en 2006 par la loi engagement national pour le logement (loi E.N.L no 2006-872 du 13 juillet 2006), qui a ajouté la possibilité pour les communes ne rentrant pas dans les critères de la TLV d'instituer par délibération sur leur territoire une taxe d'habitation sur les logements vacants (THLV).
Depuis 2013 (décret no 2013-392 du 10 mai 2013), la TLV s'applique sur tout territoire d'urbanisation de plus de 50 000 habitants pour les logements laissés vacants depuis au moins un an au 1er janvier de l'année d'imposition. Ce décret étend l'application de la TLV à 28 zones (au lieu de 8) et 1 151 communes (au lieu de 811).
À compter de 2023, cette taxe est étendue à un plus grand nombre de communes et ses taux d’imposition sont relevés. La loi de finances pour 2023 ajoute une nouvelle catégorie de communes à la liste de celles soumises à la TLV. Désormais, la taxe s’applique également de plein droit dans toutes les communes qui connaissent des tensions locatives, même si elles ne font pas partie d’une grande agglomération. La valeur locative des logements étant revalorisée de 7,1 % en 2023, le taux d’imposition est aussi fortement relevé à compter de la même année. Il augmente de 12,5 % à 17 % la première année et de 25 % à 34 % à compter de la deuxième année. Cette augmentation correspond selon Que choisir à une hausse de 45,5 % en 1 an.

## Champ d'application de la taxe sur les logements vacants
Le champ d'application de cette taxe est prévue par l'article 232 du code général des impôts, qui prévoit que cette taxe peut être effective dans les agglomérations de plus de 50 000 habitants. La taxe est due par le propriétaire, l'usufruitier, le fiduciaire, le preneur à bail à construction ou à réhabilitation qui possède un logement vacant depuis plus d'un an au 1er janvier. La taxe est seulement due par les propriétaires privés. Les groupements HLM / SEM et logements publics en général ne sont pas concernés par la TLV.
On notera que la vacance s'apprécie au sens des V et VI de l'article 232 du code général des impôts et que la durée de vacance s'apprécie à l'égard du même propriétaire. Ainsi, en cas d'achat/héritage/donation le décompte du nouveau délai de vacance recommence à 0 pour le nouveau propriétaire.
La TLV ne s'applique pas si :
- le logement a été occupé plus de 90 jours consécutifs au cours la période d'un an. Le logement ne doit pas être meublé (il est alors assujetti automatiquement à la taxe d'habitation).
- le logement est inhabitable : car il n'est pas relié à l'électricité ou l'eau courante[7], qu'il ne dispose pas d'équipements sanitaires ou enfin parce qu'il est ouvert ou non couvert.
- le logement est proposé à la location ou la vente au prix du marché, mais ne trouve pas preneur

La base d’imposition correspond à la valeur locative brute du logement. Cette base n’est diminuée d’aucun abattement. Le taux appliqué est le même dans chacune des agglomérations concernées :
- 17 % la 1re année où le logement est imposable
- 34 % à compter de la deuxième année

L’administration fiscale (services de la DGFiP) est chargée de l’assiette de la taxe, de son contrôle, du recouvrement et du contentieux.

## Efficacité
En dépit de l'existence de cette taxe, en 2014, la situation n’avait pas changé : selon les chiffres de l’Insee, le nombre de logements vacants avait augmenté de 36 % en 10 ans. Parmi les éléments d’explications avancés se trouvent notamment la « crainte d’un locataire indélicat » difficilement expulsable.